# Pedro Rocha
Artikeln följer den spanska namnseden; faderns efternamn är Rocha och moderns efternamn Franchetti.
Pedro Virgilio Rocha Franchetti, född 3 december 1942 i Salto, död 2 december 2013 i São Paulo, var en uruguayansk fotbollsspelare. Han spelade för det uruguayanska landslaget från 1961 till 1974, och medverkade i 52 matcher med 17 gjorda mål. Rocha deltog i fyra världsmästerskap 1962–1974 med en fjärdeplats vid VM 1970 som största merit.

## Biografi
Pedro Rocha deltog vid ett sydamerikanskt mästerskap; vid Sydamerikanska mästerskapet i fotboll 1967 medverkade han i landslagets elfte mästerskapsvinst. I turneringens sista och avgörande match mötte man Argentina, och Rocha gjorde matchens enda mål i den 74:e spelminuten. Argentina hade inför matchen 8 poäng, en poäng mer än Uruguay, vilket gjorde att Uruguay var tvunget att spela för vinst, medan Argentina hade blivit mästare med oavgjort eller vinst.
Rocha spelade större delen av sin karriär som spelare för Montevideo-klubben CA Peñarol. Han spelade där från 1959 till 1970 och blev åttafaldig uruguayansk mästare (1959, 1960, 1961, 1962, 1964, 1965, 1967, 1968), trefaldig segrare av Copa Libertadores (1960, 1961, 1966), tvåfaldig mästare av interkontinentala cupen (1961 och 1966) samt segrare av interkontinentala supercupen (1969). Han spelade 159 matcher i ligan och gjorde 81 mål innan han flyttade till grannlandet Brasilien 1970. Där spelade i sju år för São Paulo. Efter tre korta sejourer i Coritiba, Palmeiras och Bangu, flyttade han till Mexiko och spelade en säsong för Monterrey innan han slutade 1980 vid 37 års ålder.

### Fotnoter
1. ↑  Fernando Passo Alpuin, Luis (23 april 2008). ”Pedro Virgilio Rocha - International Appearances”. RSSSF. Arkiverad från originalet den 13 januari 2010. https://web.archive.org/web/20100113123859/http://rsssf.com/miscellaneous/pvrocha-intl.html. Läst 5 januari 2013.